# 日本武藝躰道本院
一般社団法人日本武藝躰道本院（にほんぶげいたいどうほんいん）は、躰道の統括団体である。略称は躰道本院。

## 概要
世界における躰道組織で、最も上位に位置する組織である。躰道本院の下に世界躰道連盟が位置し、その下に日本躰道協会を始めとした各国の躰道協会が位置する。躰道本院の長が日本武藝躰道宗家であり、躰道本院最高会議、範士会、各種委員会がその下に続く。最高会議が躰道本院の最高議決機関であり、前議長は初代宗家祝嶺正献の一番弟子とされる谷口興一。現議長は渡辺三雄である。

## 沿革
- 1965年（昭和40年）1月23日 - 初代宗家祝嶺正献により日本躰道本院および日本躰道協会設立[3]。
- 1983年（昭和58年） - 世界躰道連盟発足[3]。
- 2001年（平成13年）11月26日 - 初代宗家祝嶺正献死去[3]。
- 2002年（平成14年） - 初代の妻・和子が二代宗家を襲名[3]。
- 2005年（平成17年）4月1日 - 日本躰道協会がNPO法人取得[3][4]。
- 2010年（平成22年）1月17日 - 二代宗家死去[5][6]。
- 2011年（平成23年）1月23日 - 初代の次女・工藤依子が三代宗家を襲名[5][6]。
- 2012年（平成24年）9月12日 - 躰道本院が一般社団法人を取得し、現在の名称になる[3]。

## 歴代宗家
歴代宗家は、代々「祝嶺正献」の名を受け継いでいる。
- 初代祝嶺正献（本名・祝嶺春範）1940年 - 2001年
- 二代祝嶺正献（本名・祝嶺和子、初代の妻）2002年 - 2010年
- 三代祝嶺正献（本名・工藤依子、初代の次女）2011年 -